# Emir Sader
Emir Simão Sader (São Paulo, 13 de julho de 1943) é um professor de sociologia e cientista político brasileiro filiado ao Partido dos Trabalhadores (PT).

## Biografia
De origem libanesa, é graduado em filosofia pela Universidade de São Paulo, mestre em filosofia política e doutor em ciência política por essa mesma instituição. Nessa mesma universidade, trabalhou ainda como professor, inicialmente de filosofia e posteriormente de ciência política. Trabalhou também como pesquisador do Centro de Estudos Socioeconômicos da Universidade do Chile e foi professor de Política na Unicamp. Atualmente, é professor aposentado da Universidade de São Paulo, dirige o Laboratório de Políticas Públicas (LPP) da Universidade do Estado do Rio de Janeiro, onde é professor de sociologia.
Em 2011, foi cogitado para a presidência da Fundação Casa de Rui Barbosa, nomeação abortada após crise gerada a partir de uma entrevista na qual fez críticas à ministra da cultura, Ana Buarque de Hollanda. Atualmente é professor doutor da Universidade do Estado do Rio de Janeiro, coordenador do Laboratório de Políticas Públicas e Secretário Executivo do Consejo Latinoamericano de Ciencias Sociales. Tem experiência na área de Ciência Política, com ênfase em Estado e Governo, atuando principalmente nos seguintes temas: Lula, América Latina, Brasil e Política. É autor de A Vingança da História, entre outros livros.
Pensador de orientação marxista, Sader colabora com publicações nacionais e estrangeiras e é membro do conselho editorial do periódico inglês New Left Review. Presidiu a Associação Latino-Americana de Sociologia (ALAS, 1997-1999) e é um dos organizadores do Fórum Social Mundial. Em novembro de 2006, Sader foi condenado à prisão em regime aberto, além da perda da função pública, por calúnia ao senador Jorge Bornhausen (PFL de Santa Catarina). No entanto, o Tribunal de Justiça de São Paulo aceitou recurso do cientista político contra o senador em fevereiro de 2009.
Após a declaração do presidente do PFL, há cerca de um ano, de que o Brasil precisava "livrar-se dessa raça", em referência ao Partido dos Trabalhadores e aos petistas, Emir Sader atribuiu a ele, em artigo no site Carta Maior, no dia 28 de agosto de 2005, a prática de “racismo”. Sader imputou ao senador discriminação aos "negros, pobres, sujos e brutos", intitulando-o de "fascista". Em resposta à condenação judicial, intelectuais encabeçados por Antônio Cândido fazem circular um abaixo assinado contra a sentença. Segundo o manifesto, a decisão judicial afronta a liberdade de expressão, intimidando e criminalizando o "pensamento crítico" e a "autonomia universitária". A sentença, continua o manifesto, transforma o "agressor" em "vítima" e em "criminoso" o "defensor dos agredidos".[carece de fontes?]